# 观国
观国，先秦小型方国，在今河南省清丰县东南。
观国是夏代诸侯国。《汉书·地理志》观县注引应劭曰：“夏有观、扈。世祖更名卫国，以封周后。”《续汉书·郡国志》：“卫，公国。本观故国，姚姓，光武更名。”。战国时期，改名观泽为魏国的城邑。